# Bohemia (mexikói sör)
A Bohemia egy mexikói sörmárka, amelyet a Cervecería Cuauhtémoc Moctezuma gyárt.
1905-ben kezdték gyártani az Új-León állam fővárosában, Monterreyben található Cuauhtémoc főzdében, az előző század végén alapított gyár első termékeinek egyikeként. 2007-ben új terméket vezettek be, a Bohemia Obscura nevű barna sört, majd 2009-ben jelent meg Mexikó első búzasöre, a Bohemia Weizen. Ezt kezdetben csak áprilistól szeptemberig forgalmazták, majd 2013-tól kezdve egész évben elérhetővé tették. Legújabb termékük a 2011 óta létező Chocolate Stout. 2016-ban megkezdték a sör exportját Guatemalába is. A Bohemia négy alkalommal elnyerte a Le Monde Selection aranyérmét is.

## Típusai
A Bohemiának 2011 óta négyfelé változata kapható:
| Név                     | Jellemzők                    | Alkohol | Alapítás |
| ----------------------- | ---------------------------- | ------- | -------- |
| Bohemia                 | Világos, pilzeni típusú      | 5,3%    | 1905     |
| Bohemia Obscura         | Barna, bécsi típusú          | 5,5%    | 2007     |
| Bohemia Weizen          | Búza                         | 5,7%    | 2009     |
| Bohemia Chocolate Stout | Kakaós aromájú, stout típusú | 5,7%    | 2011     |